# 地中水
地中水（ちちゅうすい、英語: subsurface water）とは、地表面より下部に存在する水のことである。

## 区分
地中水は、地下水面より上部に存在する土壌水と、地下水面より下部に存在する地下水から構成される。土壌水の水圧は大気圧よりも小さく、地下水の水圧は大気圧よりも大きい。
かつては、土壌水と地下水を不飽和帯と飽和帯で区分していたことがあったが、地下水面の上部に、水で飽和した毛管水縁および飽和毛管水帯が存在するため、不飽和帯と飽和帯の境界は地下水面とは必ずしも一致しない。

## 流動
土壌水、地下水とも、流動をポテンシャル流として扱うことができる。地中水は、全ポテンシャルの高いほうから低いほうへ流動する。
ポテンシャルを水頭で表現することがある。地中水は全水頭の高いほうから低いほうへ流動する。土壌水帯での圧力水頭は負であるが、地下水帯での圧力水頭は正である。